# Swiss Re
A Swiss Reinsurance Company ou Schweizerische Rückversicherungs-Gesellschaft AG, mais conhecida por Swiss Re, é a maior companhia de seguros e resseguros do mundo, operante em mais de 30 países.

## História
A Swiss Re foi fundada em Zurique, em 19 de dezembro de 1863, tendo como sócio majoritário o banco fundado sete anos antes e que daria origem ao Credit Suisse, da Abadia de São Galo. Nesta época, a Suiça, abalada pelo incêndio que destruiu dois terço da cidade de Glarus em 1861, sentia a necessidade de um serviço para proteção contra grandes catástrofes. Em 1875, a companhia ganha sua primeira subsidiária, a Prudentia, que em 1934 seria incorporada pela Swiss Re. 
Em 1906, a empresa que já tinha grande participação internacional, vê-se em meio aos debates decorrentes do grande incêndio de São Francisco, que apontou as falhas e brechas existentes nos contratos de seguros e resseguro da época. Como resultado, a Swiss Re passa a compor equipes com outros resseguradores com o objetivo de desenvolver formulações clara e uniforme, a fim de evitar novos processos judiciais no futuro. Em 1910 a companhia estabeleceria sua primeira filial fora da Europa, justamente no EUA. Dois anos mais tarde, a naufrágio do Titanic também traria prejuízos.
A companhia supera sem maiores problemas a Primeira Guerra Mundial e a epidemia de gripe que atingiu a Suiça em 1918. Em 1923, possui participação em 31 seguradores diretos de 11 diferentes países. No período entre-guerras a empresa aumenta sua influência na Alemanha. Mesmo sendo afetada pela Crise de 29, em 1938 a Swiss Re torna-se a maior resseguradora do mundo, com faturamento de 297 milhões de francos suíços e 426 empregados.
Durante a Segunda Guerra Mundial a companhia participa da mediação para resgate de prisioneiros de guerra e recebe a tarefa de administrar tecnicamente o Federal War Insurance. Graças a neutralidade política da Suiça, a Swiss Re mantêm relação com companhias de todo o mundo, e consegue que a maior parte de seus contratos sejam cumpridos.
No ano de seu centenário, com prêmios de cerca de 1,4 mil milhões de francos suíços, tem celebrado contratos com cerca de 1000 empresas em 75 países. No ano seguinte a Swiss Re passaria por um grande reformulação. Passaria pela Guerra Fria sem grandes solavancos, adquirindo participações em diversas companhias de seguro e resseguro. Adquiriu prestigio provou ser solvente e confiável ao mercado internacional.
Em 1994, uma importante decisão é tomada e a Swiss Re decide desfazer-se de suas participações em seguradores diretos, como parte de uma reorganização estratégica em que decide concentrar-se mais exclusivamente em resseguro e aumentar a integração entre as empresas do grupo e seus executivos, implementada no ano seguinte. A partir de 1995 a letra grega Sigma, que já batizava os estudos técnicos elaborados de 1968, passaria a representar a companhia.
Os Ataques de 11 de Setembro de 2001, no Estados Unidos, com perdas seguradas, constantemente revistas, de aproximadamente 19 bilhões de dólares. Em 2004 e 2005, a série de furações e tufões que atigem EUA e Japão causam impacto nas contas da resseguradora.
Em 2006, com a aquisição das operações de resseguro da General Electric tornou-se a maior resseguradora do mundo.